# Dümde
Dümde è una frazione del comune tedesco di Nuthe-Urstromtal, nel Land del Brandeburgo.

## Storia
Nel 1993 il comune di Dümde venne soppresso e fuso con i comuni di Berkenbrück, Dobbrikow, Felgentreu, Frankenförde, Gottow, Hennickendorf, Holbeck, Jänickendorf, Kemnitz, Lynow, Märtensmühle, Nettgendorf, Ruhlsdorf, Scharfenbrück, Schönefeld, Schöneweide, Stülpe, Woltersdorf e Zülichendorf, formando il nuovo comune di Nuthe-Urstromtal.